# Camellia arborescens
Camellia arborescens là một loài thực vật có hoa trong họ Theaceae. Loài này được H.T.Chang, F.L.Yu & P.S.Wang mô tả khoa học đầu tiên năm 1983.